# Jesús (nombre)
Jesús es un nombre propio masculino teofórico de origen arameo (ישוע Yēšūa (escuchar)ⓘ - יהושע Yehōšūa (escuchar)ⓘ tiberiano Yŏhōšua) se ha extendido a la cultura occidental debido a la influencia del cristianismo, siendo el nombre de pila de Jesús de Nazaret, su personaje principal.
Jesús significa "Yahveh es salvación", aunque también  se ha interpretado como "Yahveh es Señor", Yahveh es el nombre propio más frecuente en el Tanaj para Dios en el judaísmo, y por extensión en las religiones judeocristianas. En algunos sectores se utiliza Yeshúa, siendo este una posible transcripción fonética, aunque es incierto y depende de la reconstrucción de varios dialectos hebreos antiguos. Mientras la literatura rabínica del Talmud y la ortografía hebrea moderna se usa Yeshu (ישו Yēšū).

## Etimología
Este nombre llegó al español desde su variante en arameo, Yēšūa (ישוע), a través del griego Iēsoûs (Ιησούς) y del latín Iesus (Iesvs). También se podría traducir como Josué, ya que es otra adaptación del mismo nombre.

### En la Biblia
Jesús es un nombre común en el Tanaj, este crea una oración con Yahweh, dios nacional de los reinos de Israel y Judá durante la Edad del Hierro, se vuelve frecuente durante la era post-exílica ya que está acompañado del verbo (ישע Ysa) "salvar/ayudar/entregar". Las variantes del nombre son los diferentes apócopes de יהוה (Tetragrámaton) como Ye`sua, Yeho`sua u Ho`sea. En el Antiguo testamento, Jesús "Yēšūa" se menciona unas 30 veces, mientras la manera completa Yehōšūaʿ aparece cerca de 100.
Por otro lado, en el canon de la Septuaginta (el Tanaj traducido al griego), y otros textos judíos, Yēšūa (ישוע) o Yehōšūa (יהושע) se traduce de manera estándar como Iēsoûá (la pronunciación griega más cercana al arameo: ישוע Yešwa). Este cambio histórico pudo deberse a un cambio fonológico por el cual los fonemas guturales del hebreo se debilitaron, incluida la H (ה). Por lo general, el elemento teofórico יהו (Yeho) se contraía al comienzo de un nombre con יו (Yo), para el momento que se adaptaron los nombres al griego (יהו y יו Yeho y Yo) era prácticamente homófonos "Yo". La forma corta (י) en los nombres se solía pronunciar como una "i", sin embargo Jesús está compuesto de Ysua dando como resultado YYsua, se decidió borrar la letra repetida y pronunciarse Y'sua o Ye'sua, siendo la segunda opción la que predominó. Los judíos durante el período del Segundo Templo y muchas figuras religiosas judías del Tanaj (Antiguo Testamento) llevan por nombre Jo'sué , mientras que en el Nuevo Testamento y cercano a este llevan por nombre Je'sús.
De acuerdo con David Flusser y Shmuel Safrai, el nombre Yēšūa se habría pronunciado Yēšú durante el siglo I. Al parecer, los galileos no pronunciaban la ayin (ע) al final de palabra, de ahí que la transcripción griega omita la "a", y se tengan tres versiones, incluso con el mismo evangelista. En el Nuevo Testamento Jesús se menciona como Iēsoû (Ἰησοῦ), Iēsoûn (Ἰησοῦν) y como Iēsoûs (Ἰησοῦς), la "s" final es una partícula griega que indica varón y muestra una helenización del nombre.

Y dará a luz un hijo, y llamarás su nombre Jesús (Ἰησοῦν [Salvador]) porque él salvará á su pueblo de sus pecados.
Mateo 1:21

Cuando se tradujo la Biblia (Tanaj y Neo testamento griego) en latín , la Vulgata, se menciona como Iesvs. En las ramas idiomáticas del latín, la "v" es completamente reubicada y su sonido reemplazado por la "u", y la I por la variante J, quedando finalmente como Jesús. Por lo tanto, Jesús es una aproximación griega, mientras que Josué es una aproximación hebrea.

## Variantes
- Femenino: Jesusa.
- Diminutivo: Jesusito, Jesusillo, Jesulito, Chus.

## En otros idiomas
| Idioma                     | Variante                 |
| -------------------------- | ------------------------ |
| Albanés                    | Jezu                     |
| Aragonés                   | Chesús                   |
| Arameo                     | ישוע 'yeshua'            |
| Árabe                      | `Isà عسى / Yesū`(a) يسوع |
| Asturiano                  | Xesús                    |
| Coreano                    | 예수 'yesu'              |
| Catalán                    | Jesú, Jesús              |
| Chino                      | 耶穌 'yēsū'              |
| Español                    | Jesús, Josué             |
| Euskera                    | Josu, Iosu, Txus         |
| Finlandés                  | Jeesus                   |
| Francés                    | Jésus                    |
| Gaélico escocés e irlandés | Íosa                     |
| Griego                     | Ιησούς (Iēsoûs)          |
| Hebreo                     | יֵשׁוּעַ Yeshuaʿ             |
| Hindi                      | यीशु 'yeeshu'              |
| Inglés                     | Jesus, Jesse             |
| Italiano                   | Gesù                     |
| Japonés                    | イエス 'iesu'            |
| Latín                      | Iesus                    |
| Noruego                    | Jesus                    |
| Polaco                     | Jezus, Jozue             |
| Portugués                  | Jesus, Josué             |
| Rumano                     | Iisus                    |
| Ruso                       | Иисус (Iisus)            |
| Turco                      | İsa                      |
| Yidis                      | יאָשקע 'Yoshke'           |

## Personajes bíblicos
- Jesús de Nazaret.
- Jesús ben Sirá: autor del deuterocanónico libro del Eclesiástico, conocido también como Sirácida.